# Des Deutschen Vaterland

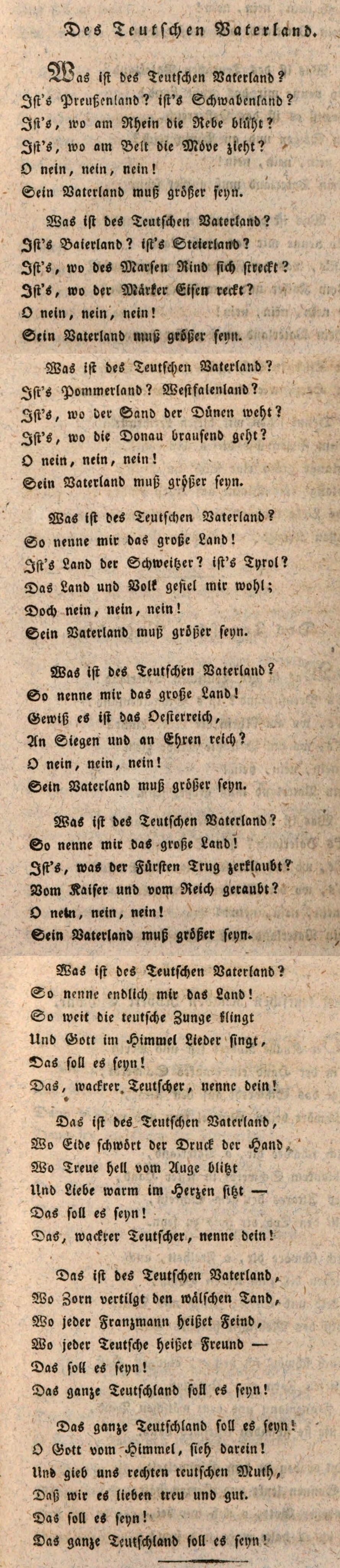
Des Teutschen Vaterland in Lieder für Teutsche von E. M. Arndt. Im Jahr der Freiheit 1813

Des Deutschen Vaterland ist ein politisches Lied, das Ernst Moritz Arndt 1813 vor der Völkerschlacht bei Leipzig verfasste.

## Entstehung und Text
Arndt schrieb das zugrundeliegende Gedicht Anfang 1813 in Königsberg, als er im Auftrag des Freiherrn vom Stein für eine Erhebung der Ostpreußen gegen Napoleon agitierte (siehe Ostpreußische Landwehr 1813). Unmittelbar darauf wurde das Gedicht in Flugblättern und an unterschiedlichen Druckorten weit verbreitet. Arndt und vom Stein waren mit der russischen Armee im Januar 1813 aus St. Petersburg nach Königsberg gekommen, die von dort aus weiter nach Westen zog und im März 1813 in Berlin ankam, während die bestehende Zensur gegen politische Schriften weitgehend gelockert wurde. Anlässlich des Sieges über Napoleon und des Einmarsches von Blüchers Truppen in Paris wurde das Lied 1814 erstmals in Berlin aufgeführt.
Im Text des Liedes stellt Arndt zunächst die deutsche Frage und fordert schließlich einen großdeutschen Nationalstaat, der alle deutschsprachigen Länder bzw. den deutschen Sprachraum Europas umfassen solle, auch Österreich und die Deutschschweiz. Dabei weist eine Strophe antifranzösische Tendenzen auf, was auf ihre Entstehung während der napoleonischen Besatzung (Franzosenzeit) und der hiergegen gerichteten Befreiungskriege zurückzuführen ist.

## Musik
Der Jenaer Student und Burschenschafter Johannes Cotta komponierte 1815 zu dem Gedicht eine Melodie, die bald in vielen Liederbüchern abgedruckt wurde und so für eine weite Verbreitung sorgte. Von den vielen Vertonungen des Liedes, unter anderem von Wilhelm Speyer in Frankfurt am Main, einem persönlichen Bekannten von Ernst Moritz Arndt, ist diejenige Gustav Reichardts heute am bekanntesten, die er 1826 in einer Sammlung von Männerquartetten veröffentlichte. Reichardt war die Melodie eingefallen, als er mit vier Freunden die Schneekoppe bestiegen hatte. Später ließ der Deutsche Sprachverein an der dortigen Kapelle eine Gedenktafel anbringen. Der deutsch-schweizerische Komponist Joachim Raff verarbeitete die Melodie in seiner ersten Symphonie D-Dur, op. 96, „An das Vaterland“, welche um 1860 entstand.

## Rezeption
Der Historiker Thomas Vordermayer bezeichnet das zugrundeliegende Gedicht als Arndts bekanntestes. Das Lied wurde ab 1815 vor allem durch den Abdruck in Kommersliederbüchern popularisiert und stieg insbesondere bei den Burschen- und Turnerschaften „zum patriotischen Volkslied Nr. 1“ auf, was es bei restaurativen Obrigkeiten wie der preußischen ab der ersten Hälfte des 19. Jahrhunderts unbeliebt machte. Das Lied wurde beispielsweise beim Hambacher Fest 1832 vom Festchor gesungen, sein Urheber immer wieder zur Beschwörung der deutsch-französischen Erbfeindschaft herangezogen. Ab 1870 wurde das Lied in dieser Funktion durch Die Wacht am Rhein verdrängt.
Als August Heinrich Hoffmann von Fallersleben (1798–1874) 1843 im Exil war, bezog er sich in seinem autobiographischen Lied vom deutschen Ausländer darauf. Zu Beginn schildert Hoffmann, als Knabe habe er sich kein Österreich und kein Preußen gewünscht, sondern ein einiges, großes Deutschland. Im Schweizer Exil „Sang er in Lieb’ und Zorn entbrannt: / Was ist des Deutschen Vaterland? / Ein Oesterreich, ein Preußen nur! / Von deutscher Freiheit keine Spur.“ Nach der niedergeschlagenen Deutschen Revolution schrieb er am 28. April 1849 zur Melodie von Gute Nacht, gute Nacht, schöne Anna Dorothee die bissige Parodie mit dem Titel Vetter Michels Vaterland: „Sag, wo ist, sag, wo ist Vetter Michels Vaterland? […] Wo Belagerungszustand ein Recht ist / Und das Volk ein gehorsamer Knecht ist, / Da ist Vetter Michels Vaterland!“